# Saran Kourouma
Pour les articles homonymes, voir Kourouma.
Saran Kourouma, née en 2003 à Conakry, est une reine de beauté guinéenne.
Elle est élue Miss Guinée 2023 en remplacement de Mariame Touré.

## Études

### Études supérieures
Saran est étudiante en licence 2 droit à l’université Général Lansana Conté de Sonfonia.

## Concours de beauté

### Miss Guinée 2023
Le 25 novembre 2023, au palais du peuple de Conakry, lors de la soirée Miss Guinée 2023, elle devient Miss du concours de Beauté, devant Hadja Kadiatou Condé, 1re dauphine et Aïssatou Dioumo Diallo, 2e dauphine. Elle est couronnée par la première dame de la Guinée Lauriane Doumbouya

## Prix et reconnaissances
- 2023 : Miss Guinée 2023